# Coppa del Mondo di sci di fondo 2001
La Coppa del Mondo di sci di fondo 2001 fu la ventesima edizione della manifestazione organizzata dalla Federazione Internazionale Sci; ebbe inizio il 25 novembre 2000 a Beitostølen, in Norvegia, e si concluse il 25 marzo 2001 a Kuopio, in Finlandia. Nel corso della stagione si tennero a Lahti i Campionati mondiali di sci nordico 1999, non validi ai fini della Coppa del Mondo, il cui calendario contemplò dunque un'interruzione nel mese di febbraio. Non vennero più stilate le classifiche di specialità relative alle gare di media e di lunga distanza.
In campo maschile furono disputate 20 gare individuali (6 a tecnica classica, 6 a tecnica libera, 7 sprint, 1 inseguimento) e 4 a squadre (3 staffette, 1 sprint a squadre), in 15 diverse località. Lo svedese Per Elofsson si aggiudicò la coppa di cristallo, il trofeo assegnato al vincitore della classifica generale; il norvegese Jan Jacob Verdenius vinse la Coppa di sprint. Johann Mühlegg era il detentore uscente della Coppa generale.
In campo femminile furono disputate 20 gare individuali (6 a tecnica classica, 6 a tecnica libera, 7 sprint, 1 inseguimento) e 4 a squadre (3 staffette, 1 sprint a squadre), in 15 diverse località. La russa Julija Čepalova si aggiudicò la coppa di cristallo; la norvegese Bente Skari vinse la Coppa di sprint. La Skari era la detentrice uscente della Coppa generale.

## Uomini

### Risultati
| Data             | Località                | Nazione     | Spec.       | Primo                                                                           | Secondo                                                                 | Terzo                                                                      |
| ---------------- | ----------------------- | ----------- | ----------- | ------------------------------------------------------------------------------- | ----------------------------------------------------------------------- | -------------------------------------------------------------------------- |
| 25 novembre 2000 | Beitostølen             | Norvegia    | 15 km TC    | Odd-Bjørn Hjelmeset                                                             | Thomas Alsgaard                                                         | Tore Bjonviken                                                             |
| 26 novembre 2000 | Beitostølen             | Norvegia    | 4x10 km     | Norvegia I Tore Bjonviken Odd-Bjørn Hjelmeset Kristen Skjeldal Tor-Arne Hetland | Finlandia Janne Immonen Harri Kirvesniemi Mika Myllylä Sami Repo        | Norvegia II Krister Sørgård Anders Aukland Hans Leithe Espen Bjervig       |
| 29 novembre 2000 | Beitostølen             | Norvegia    | 10 km TL    | Per Elofsson                                                                    | Sami Repo                                                               | Thomas Alsgaard                                                            |
| 8 dicembre 2000  | Santa Caterina Valfurva | Italia      | 15 km TL    | Per Elofsson                                                                    | Vincent Vittoz                                                          | Tor-Arne Hetland                                                           |
| 9 dicembre 2000  | Santa Caterina Valfurva | Italia      | 4x5 km      | Norvegia Frode Estil Kristen Skjeldal Tor-Arne Hetland Thomas Alsgaard          | Austria Gerhard Urain Michail Botvinov Achim Walcher Christian Hoffmann | Russia I Vitalij Denisov Michail Ivanov Nikolaj Bol'šakov Vladimir Vilisov |
| 13 dicembre 2000 | Clusone                 | Italia      | TS TL       | Italia I Fulvio Valbusa Fabio Maj                                               | Italia II Giorgio Di Centa Cristian Zorzi                               | Germania I René Sommerfeldt Peter Schlickenrieder                          |
| 16 dicembre 2000 | Brusson                 | Italia      | 20 km PU    | Per Elofsson                                                                    | Johann Mühlegg                                                          | Vincent Vittoz                                                             |
| 17 dicembre 2000 | Brusson                 | Italia      | SP TL       | Thomas Alsgaard                                                                 | Jan Jacob Verdenius                                                     | Cristian Zorzi                                                             |
| 20 dicembre 2000 | Davos                   | Svizzera    | 30 km TC    | Mika Myllylä                                                                    | Michail Ivanov                                                          | Odd-Bjørn Hjelmeset                                                        |
| 28 dicembre 2000 | Engelberg               | Svizzera    | SP TC       | Jan Jacob Verdenius                                                             | Tor-Arne Hetland                                                        | Giorgio Di Centa                                                           |
| 29 dicembre 2000 | Engelberg               | Svizzera    | SP TL       | Tor-Arne Hetland                                                                | Cristian Zorzi                                                          | Håvard Solbakken                                                           |
| 10 gennaio 2001  | Soldier Hollow          | Stati Uniti | 30 km TL MS | Johann Mühlegg                                                                  | Christian Hoffmann                                                      | René Sommerfeldt                                                           |
| 13 gennaio 2001  | Soldier Hollow          | Stati Uniti | 15 km TC    | Johann Mühlegg                                                                  | Michail Botvinov                                                        | Fulvio Valbusa                                                             |
| 14 gennaio 2001  | Soldier Hollow          | Stati Uniti | SP TL       | Cristian Zorzi                                                                  | Thobias Fredriksson                                                     | Silvio Fauner                                                              |
| 1º febbraio 2001 | Asiago                  | Italia      | SP TL       | Odd-Bjørn Hjelmeset                                                             | Trond Iversen                                                           | Jens Arne Svartedal                                                        |
| 4 febbraio 2001  | Nové Město na Moravě    | Rep. Ceca   | SP TL       | Morten Brørs                                                                    | Trond Einar Elden                                                       | Ari Palolahti                                                              |
| 10 febbraio 2001 | Otepää                  | Estonia     | 10 km TC    | Thomas Alsgaard                                                                 | Per Elofsson                                                            | Janne Immonen                                                              |
| 4 marzo 2001     | Kavgolovo               | Russia      | 15 km TL    | Per Elofsson                                                                    | Michail Botvinov                                                        | Aleksej Prokurorov                                                         |
| 7 marzo 2001     | Oslo                    | Norvegia    | SP TC       | Thomas Alsgaard                                                                 | Thoralf Heimdal                                                         | Jan Jacob Verdenius                                                        |
| 10 marzo 2001    | Oslo                    | Norvegia    | 50 km TC    | Per Elofsson                                                                    | Anders Aukland                                                          | Frode Estil                                                                |
| 14 marzo 2001    | Borlänge                | Svezia      | 10 km TL    | Per Elofsson                                                                    | Pietro Piller Cottrer                                                   | Johann Mühlegg                                                             |
| 17 marzo 2001    | Falun                   | Svezia      | 15 km TC    | Michail Ivanov                                                                  | Frode Estil                                                             | Kristen Skjeldal                                                           |
| 18 marzo 2001    | Falun                   | Svezia      | 4x10 km     | Russia I Vitalij Denisov Michail Ivanov Nikolaj Bol'šakov Vladimir Vilisov      | Svezia Urban Lindgren Mathias Fredriksson Morgan Göransson Per Elofsson | Italia Silvio Fauner Fabio Maj Pietro Piller Cottrer Cristian Zorzi        |
| 25 marzo 2001    | Kuopio                  | Finlandia   | 60 km TL    | Sjarhej Dalidovič                                                               | Pietro Piller Cottrer                                                   | Michail Botvinov                                                           |

Legenda:

TC = tecnica classica

TL = tecnica libera

SP = sprint

TS = sprint a squadre

PU = inseguimento

MS = partenza in linea

### Classifiche

#### Generale
| Pos. | Nome                  | Nazione  | Punti |
| ---- | --------------------- | -------- | ----- |
| 1    | Per Elofsson          | Svezia   | 763   |
| 2    | Johann Mühlegg        | Spagna   | 603   |
| 3    | Thomas Alsgaard       | Norvegia | 474   |
| 4    | Pietro Piller Cottrer | Italia   | 456   |
| 5    | Odd-Bjørn Hjelmeset   | Norvegia | 439   |
| 6    | René Sommerfeldt      | Germania | 384   |
| 7    | Fulvio Valbusa        | Italia   | 378   |
| 8    | Frode Estil           | Norvegia | 370   |
| 9    | Kristen Skjeldal      | Norvegia | 363   |
| 10   | Michail Botvinov      | Austria  | 346   |

#### Sprint
| Pos. | Nome                | Nazione  | Punti |
| ---- | ------------------- | -------- | ----- |
| 1    | Jan Jacob Verdenius | Norvegia | 321   |
| 2    | Cristian Zorzi      | Italia   | 288   |
| 3    | Tor-Arne Hetland    | Norvegia | 239   |
| 4    | Morten Brørs        | Norvegia | 214   |
| 5    | Trond Einar Elden   | Norvegia | 212   |

## Donne

### Risultati
| Data             | Località                | Nazione     | Spec.    | Prima                                                                        | Seconda                                                                  | Terza                                                                  |
| ---------------- | ----------------------- | ----------- | -------- | ---------------------------------------------------------------------------- | ------------------------------------------------------------------------ | ---------------------------------------------------------------------- |
| 25 novembre 2000 | Beitostølen             | Norvegia    | 10 km TC | Bente Skari                                                                  | Kaisa Varis                                                              | Stefania Belmondo                                                      |
| 26 novembre 2000 | Beitostølen             | Norvegia    | 4x5 km   | Finlandia I Pirjo Muranen Milla Jauho Virpi Kuitunen Kaisa Varis             | Russia I Ol'ga Danilova Ljubov' Egorova Larisa Lazutina Julija Čepalova  | Svezia Lina Andersson Karin Ersson Carin Holmberg Mariana Handler      |
| 29 novembre 2000 | Beitostølen             | Norvegia    | 5 km TL  | Kaisa Varis                                                                  | Stefania Belmondo                                                        | Kristina Šmigun-Vähi                                                   |
| 8 dicembre 2000  | Santa Caterina Valfurva | Italia      | 10 km TL | Julija Čepalova                                                              | Stefania Belmondo                                                        | Larisa Lazutina                                                        |
| 9 dicembre 2000  | Santa Caterina Valfurva | Italia      | 4x3 km   | Russia I Nina Gavryljuk Ol'ga Zav'jalova Larisa Lazutina Julija Čepalova     | Norvegia I Tina Bay Bente Skari Elin Nilsen Hilde Gjermundshaug Pedersen | Finlandia Pirjo Muranen Satu Salonen Virpi Kuitunen Milla Jauho        |
| 13 dicembre 2000 | Clusone                 | Italia      | TS TL    | Russia I Ol'ga Zav'jalova Julija Čepalova                                    | Italia I Sabina Valbusa Stefania Belmondo                                | Russia III Irina Skladneva Ol'ga Ročeva                                |
| 16 dicembre 2000 | Brusson                 | Italia      | 10 km TC | Bente Skari                                                                  | Ol'ga Danilova                                                           | Larisa Lazutina                                                        |
| 17 dicembre 2000 | Brusson                 | Italia      | SP TL    | Pirjo Muranen                                                                | Kateřina Neumannová                                                      | Virpi Kuitunen                                                         |
| 20 dicembre 2000 | Davos                   | Svizzera    | 15 km TC | Julija Čepalova                                                              | Bente Skari                                                              | Kristina Šmigun-Vähi                                                   |
| 28 dicembre 2000 | Engelberg               | Svizzera    | SP TC    | Bente Skari                                                                  | Pirjo Muranen                                                            | Nina Gavryljuk                                                         |
| 29 dicembre 2000 | Engelberg               | Svizzera    | SP TL    | Pirjo Muranen                                                                | Julija Čepalova                                                          | Stefania Belmondo                                                      |
| 10 gennaio 2001  | Soldier Hollow          | Stati Uniti | 10 km PU | Kateřina Neumannová                                                          | Gabriella Paruzzi                                                        | Stefania Belmondo                                                      |
| 13 gennaio 2001  | Soldier Hollow          | Stati Uniti | 4x5 km   | Italia Sabina Valbusa Gabriella Paruzzi Cristina Paluselli Stefania Belmondo | Canada Sara Renner Milaine Thériault Beckie Scott Amanda Fortier         | Finlandia Mari Rauhala Kirsi Välimaa Riikka Sirviö Aino-Kaisa Saarinen |
| 14 gennaio 2001  | Soldier Hollow          | Stati Uniti | SP TL    | Bente Skari                                                                  | Manuela Henkel                                                           | Beckie Scott                                                           |
| 1º febbraio 2001 | Asiago                  | Italia      | SP TL    | Bente Skari                                                                  | Anita Moen                                                               | Petra Majdič                                                           |
| 4 febbraio 2001  | Nové Město na Moravě    | Rep. Ceca   | SP TL    | Julija Čepalova                                                              | Anita Moen                                                               | Claudia Nystad                                                         |
| 10 febbraio 2001 | Otepää                  | Estonia     | 5 km TC  | Bente Skari                                                                  | Virpi Kuitunen                                                           | Ol'ga Danilova                                                         |
| 4 marzo 2001     | Kavgolovo               | Russia      | 15 km TL | Julija Čepalova                                                              | Larisa Lazutina                                                          | Stefania Belmondo                                                      |
| 7 marzo 2001     | Oslo                    | Norvegia    | SP TC    | Pirjo Muranen                                                                | Bente Skari                                                              | Lina Andersson                                                         |
| 10 marzo 2001    | Oslo                    | Norvegia    | 30 km TC | Larisa Lazutina                                                              | Bente Skari                                                              | Ol'ga Zav'jalova                                                       |
| 14 marzo 2001    | Borlänge                | Svezia      | 5 km TL  | Julija Čepalova                                                              | Elena Buruchina                                                          | Larisa Lazutina                                                        |
| 17 marzo 2001    | Falun                   | Svezia      | 10 km TC | Julija Čepalova                                                              | Larisa Lazutina                                                          | Ol'ga Zav'jalova                                                       |
| 18 marzo 2001    | Falun                   | Svezia      | 10 km TL | Larisa Lazutina                                                              | Bente Skari                                                              | Julija Čepalova                                                        |
| 25 marzo 2001    | Kuopio                  | Finlandia   | 40 km TL | Julija Čepalova                                                              | Ol'ga Zav'jalova                                                         | Larisa Lazutina                                                        |

Legenda:

TC = tecnica classica

TL = tecnica libera

SP = sprint

TS = sprint a squadre

PU = inseguimento

MS = partenza in linea

### Classifiche

#### Generale
| Pos. | Nome                 | Nazione   | Punti |
| ---- | -------------------- | --------- | ----- |
| 1    | Julija Čepalova      | Russia    | 1106  |
| 2    | Bente Skari          | Norvegia  | 990   |
| 3    | Larisa Lazutina      | Russia    | 893   |
| 4    | Stefania Belmondo    | Italia    | 785   |
| 5    | Ol'ga Zav'jalova     | Russia    | 529   |
| 6    | Gabriella Paruzzi    | Italia    | 528   |
| 7    | Ol'ga Danilova       | Russia    | 502   |
| 8    | Nina Gavryljuk       | Russia    | 481   |
| 9    | Kateřina Neumannová  | Rep. Ceca | 435   |
| 10   | Kristina Šmigun-Vähi | Estonia   | 352   |

#### Sprint
| Pos. | Nome            | Nazione   | Punti |
| ---- | --------------- | --------- | ----- |
| 1    | Bente Skari     | Norvegia  | 430   |
| 2    | Pirjo Muranen   | Finlandia | 380   |
| 3    | Manuela Henkel  | Germania  | 259   |
| 4    | Julija Čepalova | Russia    | 256   |
|      | Anita Moen      | Norvegia  | 256   |